# Kleber Mendonça Filho
Kleber Mendonça Filho, född 1968 i Recife, är en brasiliansk filmregissör, manusförfattare, filmproducent och filmkritiker.

## Biografi
Kleber Mendonça Filho har en examen i journalistik från Pernambucos federala universitet. Han började sin karriär som filmkritiker och journalist och skrev för tidningar såsom Jornal do Commercio och Folha de S. Paulo, för tidskrifter som Continente och Cinética, samt på sin egen webbplats, CinemaScópio.
Som regissör experimenterade han med fiktion, dokumentär och videoklipp på 1990-talet. Han övergick från video- till digitalteknik och 35 mm film på 2000-talet. Under detta decennium gjorde han flera kortfilmer, bland annat A Menina do Algodão (tillsammans med Daniel Bandeira, 2002), Vinil Verde (2004), Eletrodoméstica (2005), Noite de Sexta Manhã de Sábado (2006) och Recife Frio (2009), såväl som en fullängdsdokumentär, Critico (2008).
O Som ao Redor (2013) var Mendonças första dramalångfilm och har vunnit flera utmärkelser. Filmkritikern A.O. Scott i The New York Times inkluderade den på sin lista över de 10 bästa filmerna 2012. Caetano Veloso klassificerade den i sin kolumn i tidningen O Globo som "en av de bästa filmerna som gjorts i världen vid den tiden". Kritikern Lucas Salgado gav på AdoroCinemas webbplats filmen 5 poäng av 5 och skrev, "filmen talar på ett subtilt sätt och använder en ton som sällan setts på världens bio." Salgado ansåg vidare att filmen är "vacker, rolig, skrämmande och fängslande" och han har även sagt att "det är inte en film som måste skrika för att höras, inte behöver stora dramatiska scener för att nå sitt mål eller ens berätta en historia."
Mendonças filmer har fått mer än 120 utmärkelser i Brasilien och andra länder, bland annat på festivaler i New York, Köpenhamn och Cannes (Quinzaine des réalisateurs). Filmfestivaler i Rotterdam, Toulouse och Santa Maria da Feira har presenterat retrospektiv av hans filmer. Han har även tjänstgjort som programmakare för film vid Joaquim Nabuco-stiftelsen uppkallad efter Joaquim Nabuco.

## Filmografi i urval
- 1997 - Enjaulado
- 2002 - A Menina do Algodão
- 2004 - Vinil Verde
- 2005 - Eletrodoméstica
- 2006 - Noite de Sexta, Manhã de Sábado
- 2008 - Crítico
- 2009 - Recife Frio
- 2013 - O Som ao Redor
- 2016 - Aquarius
- 2019 - Bacurau
- 2023 - Pictures of Ghosts
- 2025 – The Secret Agent regi och manus

## Priser och utmärkelser
- Sitgesfestivalens pris för bästa regi, för Bacurau,  2019
- Prix de la mise en scène, för The Secret Agent,  24 maj 2025[7]
- Grande Prêmio do Cinema Brasileiro de Melhor Direção

[Redigera Wikidata]